# Imre Hatvani
Imre Hatvani (sau Emeric Hatvani) (n. 19 iulie 1818, Monostorpályi – d. 15 martie 1856, Buda) a fost un avocat maghiar,criminal de razboi, maior în cadrul trupelor maghiare neregulate în timpul Revoluției de la 1848 din Transilvania.[A] Prin atacurile pe care le-a condus în luna mai 1849 împotriva orașului Abrud a fost responsabil de ruperea armistițiului stabil în urma negocierilor între Avram Iancu și deputatul Ioan Dragoș, reprezentantul lui Kossuth, precum și de pierderea încrederii românilor în intențiile de pace ale guvernului maghiar.[B]
După revoluție a emigrat în America de Nord, de unde s-a întors incognito în Ungaria în 1850 cu scopul de a relua lupta împotriva dinastiei Habsburgice. A fost însă arestat și a murit în închisoare în 1856.